# Deutscher Arbeitskreis für CB- und Notfunk
Der Deutsche Arbeitskreis für CB- und Notfunk (DAKfCBNF) ist ein Verein mit Sitz in Bad Soden-Salmünster (Hessen).
Er ist nach eigener Darstellung aufgrund eines Beschlusses des Deutschen Bundestages (Drucksache 9/2274, Punkt 7) im Jahre 1982 gegründet worden. Zunächst wurde eine Geschäftsordnung benutzt, welche später durch eine Satzung ersetzt wurde.
Der Verein vertritt satzungsgemäß die Interessen von CB-Funkern gegenüber den zuständigen Verwaltungen und Behörden. Darüber hinaus verwaltet der Verein eine Datenbank mit Rufzeichen aus der Reihe DAA200 bis DRZ999, die den CB-Funkern vom damaligen Bundesministerium für Post und Telekommunikation für Datenfunkanwendungen im CB-Funk zur Verfügung gestellt wurden.
Die Mitglieder sind keine Einzelpersonen, sondern Mitgliedsvereinigungen, die zu den jeweiligen Tagungen ihre Delegierten schicken, welche jeweils einen Regierungsbezirk vertreten.
Seit Mitte 2015 sind keine Vereinsaktivitäten mehr erkennbar. (Stand: Dez. 2016)